# La casa de las flores (sèrie de televisió)
La casa de les flors és una sèrie web de comèdia dramàtica mexicana, creada per Manolo Caro per Netflix. La sèrie es va estrenar mundialment el 10 d'agost de 2018 en el servei  streaming de Netflix.
La trama gira al voltant d'una empresa de floristeria familiar, que darrera una façana de felicitat i unió entre els seus membresexisteixen molts secrets ocults. La sèrie aborda temes com la bisexualitat, la transsexualitat, la infidelitat o l'addicció a les drogues.
El 9 d'octubre de 2018, Netflix va renovar la sèrie per a una segona i tercera temporada que serien estrenades el 2019 i 2020, respectivament.
La segona temporada es va estrenar el 18 d'octubre de 2019.

## Argument
La casa de las flores ens ensenya les vides de diverses generacions de la família De la Mora, que ha aconseguit un aparent èxit gràcies a la seva pròspera floristeria. Tot sembla idíl·lic pels De la Mora, fins que es troben amb el cadàver de l'amant d'Ernesto (Arturo Rios), el pare de família. Resulta que Ernesto havia tingut una filla ambla dona ara morta, de manera que ell decideix portar-la a viure amb la resta de la seva família.
Arran d'aquest detonant, el paisatge florit i bell de la floristeria revelarà el que té sota: tot un embull de mentides, secrets i disfuncionalitats que la matriarca de la família, Virginia de la Mora (Verónica Castro), intentarà ocultar. Tanmateix, tota la seva família sembla tenir una tendència innata cap a la corrupció i les actituds que podrien tacar la façana de normalitat i perfecció que ella sempre s'ha esforçat per mantenir.

## Repartiment

### Principals
- Verónica Castro com Virgínia de la Mora[15]
- Aislinn Derbez com Elena de la Mora
- Darío Yazbek Bernal com Julián de la Mora
- Cecilia Suárez com Paulina de la Mora
- Juan Pablo Medina com Diego Olvera
- Verónica Langer com Carmela "Carmelita" Villalobos
- Lucas Velázquez com Claudio Navarro
- Norma Angélica com Delia
- David Ostrosky com Salomón Cohen
- Sheryl Rubio com Lucía Dávila[16]
- Sawandi Wilson com Dominique Shaw
- Claudette Maillé com Roberta Sánchez
- Luis de la Rosa com Bruno Riquelme de la Mora
- Alexa de Landa com Micaela Sánchez
- Arturo Ríos com Ernesto de la Mora
- Paco León com Jose María Riquelme Torres / María José Riquelme Torres[17]

### Secundaris
- Natasha Dupeyrón com Ana Paula "La Chiquis" Corcuera
- Irving Peña com Alfonso "Poncho"
- Roberto Quijano com Luka
- Sofia Sisniega com Mara Mardonez
- Federico Mirall com Willy
- Felipe Flores com Lalo
- Elizabeth Guindi com Angélica